# Israel Retzius
Israel Retzius, född 16 maj 1660 i Vånga församling, Östergötlands län, död 19 juni 1717 i Vånga församling, Östergötlands län, var en svensk präst.

## Biografi
Retzius föddes 1660 i Vånga församling. Han var son till kyrkoherden Benedictus Retzius och Margareta Wangelius. Retzius blev 4 oktober 1679 student vid Uppsala universitet. Han prästvigdes 8 september 1683 och blev adjunkt i Vånga församling. 1692 blev han komminister i församlingen. Retzius blev 1697 kyrkoherde i Björsäters församling och 1703 kyrkoherde i Vånga församling, medan hans far levde. Retzius avled 1717 i Vånga församling och begravdes 4 augusti samma år.

### Familj
Retzius gifte sig 27 juli 1692 med Anna Rydelius (1673–1758). Hon var dotter till kyrkoherden Johannes Rydelius och Catharina Hornér i Fornåsa församling. De fick tillsammans barnen Emerentia Retzius (1694–1710), Kerstin Retzius som var gift med kyrkoherden Daniel Wong i Hällestads församling, Catharina Retzius som var gift med kyrkoherden Johannes Köhler i Vånga församling, Johan Retzius (1702–1710), Margareta Retzius (1705–1705), Anna Retzius (1707–1740) som var gift med kyrkoherden Jacob Palm i Everöds församling, Emerentia Retzius (1710–1771), fältläkaren Nils Retzius vid Skånska armén och Benedictus Retzius (1714–1722).